# Koussatieou
Koussatieou est une petite ville du Togo située dans la préfecture de Bassar, dans la région de la Kara

## Géographie
Koussatieou est situé à environ 65 km de Bassar, chef lieu de la préfecture.

## Vie économique
- Marché paysan
- Réparation mécanique

## Lieux publics
- Infirmerie